# Lough Beagh
Lough Beagh (en irlandais Loch Ghleann Bheatha) est un lac situé en Irlande, dans le comté de Donegal. Dans le nord-ouest du pays, il se trouve dans le parc national de Glenveagh, à 24 km au nord-ouest de Letterkenny. C'est un lac en longueur d'origine volcanique, entouré de montagnes. 